# Hovhannès II Gabeghian
Hovhannès II Gabeghian ou de Gabeghen, ou Hovhannès II Gabeghentsi (en arménien Հովհաննես Բ Գաբեղենցի ; mort en 576) est un catholicos de l'Église apostolique arménienne de 557 à 576.

## Biographie
Hovhannès est originaire du village de Sioun-Tseghoun, dans le canton de Gabeghian de la province historique arménienne d'Ayrarat. Il succède en 557 à Nersès II de Bagrévand sur le trône catholicossal.
À cette époque, l'Arménie est sous occupation perse, mais quand, en 571, le souverain sassanide Khosro Ier fait ériger un temple du feu zoroastrien à Dvin, la capitale, la révolte éclate, sous la conduite de Vardan III Mamikonian que Hovhannès soutient. En 572, Dvin est reprise par les Perses, et Vardan et Hovhannès se réfugient sur les terres de l'Empire byzantin, où ils sollicitent l'aide de l'empereur Justin II. Celui-ci la leur accorde, mais ils doivent en échange se rallier aux canons du concile de Chalcédoine, rejetés par l'Église arménienne. Dvin est provisoirement reprise mais Justin II conclut un armistice avec les Perses en 575, provoquant une nouvelle fuite de Vardan et du catholicos.
Hovhannès meurt en 576 et Movsès II d'Eghivard lui succède.